# Tuchulcha

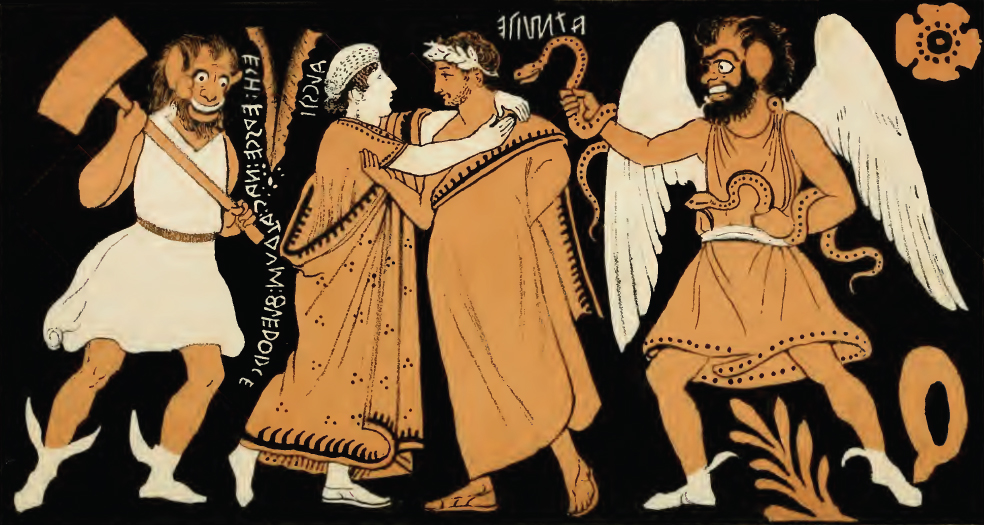
Les adieux d'Admète et d'Alceste. Amphore à figures rouges étrusque, trouvée à Vulci, où Tuchulcha est à droite avec deux serpents aux bras ; reproduction par George Dennis, The Cities and Cemeteries of Etruria, 1848, Introduction (lxxxix-xc)

Tuchulcha (Tuχulχa) dans la mythologie étrusque est une divinité infernale, c'est une déesse chtonienne, qui habite le monde souterrain.

## Représentation
Son iconographie la plus connue est celle d'une peinture murale dans de la Tomba dell'Orco  du site des nécropoles de Monterozzi.
La divinité y apparaît dans une représentation de l'histoire de Ces, Thésée visitant les enfers étrusques. Celui-ci et son ami Peirithous (seule  sa tête reste visible dans la peinture) jouent à un jeu de société, en présence de Tuchulcha.
Des serpents sortent de sa chevelure en désordre. Elle a un bec de rapace rappelant celui d'un vautour, des oreilles pointues semblables à celles de l'âne, des pattes et de grandes ailes d'oiseau.
Son corps à des ressemblances humaines et la couleur dominante de la composition est le giallognolo (jaune moutarde).

### Débat sur le genre de Tuchulcha
Plusieurs spécialistes attribuent à cette divinité un genre masculin. En effet, des caractéristiques masculines, comme la pilosité faciale de l'image animalesque peuvent faire penser à une barbe. Toutefois, Nancy Grummond écrit : « Ce monstre est souvent désigné comme un homme mais est en fait plutôt féminine  (ou aucun des deux genres), car elle porte une robe de femme, a un teint rose pâle (en opposition à la couleur rouge brique de la chair masculine) et ne semble même pas avoir des seins ».
Elle identifie aussi la race des serpents sortant de la chevelure de Tuchulcha, comme étant la très venimeuse Vipera berus.
Emeline Hill Richardson et Graeme Barker ainsi que Tom Rasmussen confirment que Tuchulcha est une femme. Cependant, le vêtement porté par Tuchulcha est connu des historiens classiques comme un chiton et est porté indifféremment par les hommes et les femmes. En outre, le même vêtement est porté par une autre divinité masculine, Charun.

## Hommage
Tuchulcha est une des 1 038 femmes représentées dans l'œuvre contemporaine The Dinner Party de Judy Chicago, aujourd'hui exposée au Brooklyn Museum. Cette œuvre se présente sous la forme d'une table triangulaire de 39 convives (13 par côté). Chaque convive étant une femme, figure historique ou mythique. Les noms des 999 autres femmes figurent sur le socle de l'œuvre. Le nom de Tuchulcha figure sur le socle, elle y est associée à la Kali, quatrième convive de l'aile I de la table.

## Sources
- (en) Cet article est partiellement ou en totalité issu de l’article de Wikipédia en anglais intitulé « Tuchulcha » (voir la liste des auteurs).